# Collegio di South West Surrey
South West Surrey è stato un collegio elettorale inglese situato nel Surrey rappresentato alla camera dei Comuni del parlamento del Regno Unito. Eleggeva un membro del parlamento con il sistema maggioritario a turno unico; il collegio è stato abolito in occasione della revisione periodica del 2024.

## Estensione
- 1983-2010: i ward del distretto di Waverley di Alford and Dunsfold, Busbridge, Hambledon and Hascombe, Chiddingfold, Elstead, Peper Harow and Thursley, Farnham Bourne, Farnham Castle, Farnham Hale and Heath End, Farnham Rowledge and Wrecclesham, Farnham Upper Hale, Farnham Waverley, Farnham Weybourne and Badshot Lea, Frensham, Dockenfield and Tilford, Godalming North, Godalming North East e South West, Godalming North West, Godalming South East, Haslemere North and Grayswood, Haslemere South, Hindhead, Milford, Shottermill e Witley.
- 2010-2024: i ward del Borough di Waverley di Bramley, Busbridge and Hascombe, Chiddingfold and Dunsfold, Elstead and Thursley, Farnham Bourne, Farnham Castle, Farnham Firgrove, Farnham Hale and Heath End, Farnham Moor Park, Farnham Shortheath and Boundstone, Farnham Upper Hale, Farnham Weybourne and Badshot Lea, Farnham Wrecclesham and Rowledge, Frensham, Dockenfield and Tilford, Godalming Binscombe, Godalming Central and Ockford, Godalming Charterhouse, Godalming Farncombe and Catteshall, Godalming Holloway, Haslemere Critchmere and Shottermill, Haslemere East and Grayswood, Hindhead, Milford e Witley and Hambledon.

Il collegio comprendeva le città di Farnham, Godalming e Haslemere.
Con la revisione periodica del 2024, il collegio è stato soggetto a forti modifiche: la sua parte occidentale, che comprendeva le città di Farnham e Haslemere, e che comprendeva la maggior parte dell'elettorato, è stata combinata con alcune parti del distretto dell'East Hampshire per costituire il nuovo collegio di Farnham and Bordon. Godalming e l'area di North Downs sono state incluse nel nuovo collegio di Godalming and Ash.

## Storia
Il collegio fu creato nel 1983, sostituendo l'ex collegio di Farnham; il seggio è stato sempre conquistato dal Partito Conservatore, anche se il vantaggio si ridusse a soli 861 voti alle elezioni generali del 2001, confermando il collegio come terzo obiettivo dei Liberal Democratici per vantaggio da colmare. Da allora, il vantaggio conservatore è sostanzialmente aumentato, arrivando ad eccedere 21.000 voti alle elezioni generali del 2017.
Al referendum del 2011 sull'adozione del voto alternativo, il borough di Waverley rigettò la proposta con il 72,6% dei voti. Al referendum sulla permanenza del Regno Unito nell'Unione europea, Waverley votò per restare nell'Unione europea con il 58,4% dei voti.
Alle elezioni generali del 2017, il Partito Verde di Inghilterra e Galles scelse di sostenere Louise Irvine del partito National Health Action e non si candidò direttamente nel collegio, nel tentativo di non far rieleggere Jeremy Hunt, per i suoi risultati controversi da Segretario di Stato per la Salute. Alcuni membri locali del Partito Laburista e Liberal Democratici cercarono anch'essi di non proporre candidati dei loro rispettivi partiti. Tuttavia, il partito laburista nazionale scelse di non ritirarsi nel collegio, affermando che avrebbe imposto il suo candidato, se necessario, e i laburisti che sostennero pubblicamente Irvine vennero espulsi. Anche i liberal democratici rifiutarono di ritirarsi.

### Deputati con altri ruoli
Virginia Bottomley, deputata dal 1984 al 2005, divenne Segretario di Stato per la Salute nel 1992 (una posizione da Consiglio privato). Bottomley fu anche Segretario di Stato per la Cultura dal 1995 al 1997.
Jeremy Hunt fu Segretario di Stato per la Cultura, i Media e gli Sport e, in seguito, dal 4 settembre 2012, il Segretario di Stato per la Salute. Fu anche Segretario di Stato per gli affari esteri e del Commonwealth dal 2018 al 2019.

## Membri del parlamento
| Elezione | Elezione           | Deputato                                                                 | Partito          | Note             |
| -------- | ------------------ | ------------------------------------------------------------------------ | ---------------- | ---------------- |
|          | 1983               | Maurice Macmillan                                                        | Conservatore     |                  |
| 1984 (S) | Virginia Bottomley |                                                                          | Conservatore     |                  |
| 2005     | Jeremy Hunt        | Segretario di Stato per gli affari esteri e del Commonwealth (2018—2019) | Conservatore     |                  |
|          | 2024               | Collegio abolito                                                         | Collegio abolito | Collegio abolito |

## Elezioni

### Elezioni negli anni 2010
| Partito                    | Partito                                   | Candidato                  | Risultati 12 dicembre 2019 | Risultati 12 dicembre 2019 |
| Partito                    | Partito                                   | Candidato                  | Voti                       | %                          |
| -------------------------- | ----------------------------------------- | -------------------------- | -------------------------- | -------------------------- |
|                            | Conservatore                              | Jeremy Hunt                | 32 191                     | 53,35                      |
|                            | Lib Dem                                   | Paul Follows               | 23 374                     | 38,74                      |
|                            | Laburista                                 | Tim Corry                  | 4 775                      | 7,91                       |
|                            |                                           |                            |                            |                            |
| Iscritti                   | Iscritti                                  | Iscritti                   | 79 129                     | 100,00                     |
| ↳ Votanti (% su iscritti)  | ↳ Votanti (% su iscritti)                 | ↳ Votanti (% su iscritti)  | 60 340                     | 76,26                      |
| ↳ Astenuti (% su iscritti) | ↳ Astenuti (% su iscritti)                | ↳ Astenuti (% su iscritti) | 18 789                     | 23,74                      |
|                            |                                           |                            |                            |                            |
|                            | Esito: collegio confermato a Conservatore |                            |                            |                            |

| Partito                    | Partito                                   | Candidato                  | Risultati 8 giugno 2017 | Risultati 8 giugno 2017 |
| Partito                    | Partito                                   | Candidato                  | Voti                    | %                       |
| -------------------------- | ----------------------------------------- | -------------------------- | ----------------------- | ----------------------- |
|                            | Conservatore                              | Jeremy Hunt                | 33 683                  | 55,74                   |
|                            | National Health Action                    | Louise Irvine              | 12 093                  | 20,01                   |
|                            | Laburista                                 | David Black                | 7 606                   | 12,59                   |
|                            | Lib Dem                                   | Ollie Purkiss              | 5 967                   | 9,87                    |
|                            | UKIP                                      | Mark Webber                | 1 083                   | 1,79                    |
|                            |                                           |                            |                         |                         |
| Iscritti                   | Iscritti                                  | Iscritti                   | 78 483                  | 100,00                  |
| ↳ Votanti (% su iscritti)  | ↳ Votanti (% su iscritti)                 | ↳ Votanti (% su iscritti)  | 60 432                  | 77,00                   |
| ↳ Astenuti (% su iscritti) | ↳ Astenuti (% su iscritti)                | ↳ Astenuti (% su iscritti) | 18 051                  | 23,00                   |
|                            |                                           |                            |                         |                         |
|                            | Esito: collegio confermato a Conservatore |                            |                         |                         |

| Partito                    | Partito                                   | Candidato                  | Risultati 7 maggio 2015 | Risultati 7 maggio 2015 |
| Partito                    | Partito                                   | Candidato                  | Voti                    | %                       |
| -------------------------- | ----------------------------------------- | -------------------------- | ----------------------- | ----------------------- |
|                            | Conservatore                              | Jeremy Hunt                | 34 199                  | 59,87                   |
|                            | UKIP                                      | Mark Webber                | 5 643                   | 9,88                    |
|                            | Laburista                                 | Howard Kaye                | 5 415                   | 9,48                    |
|                            | National Health Action                    | Louise Irvine              | 4 851                   | 8,49                    |
|                            | Lib Dem                                   | Patrick Haveron            | 3 586                   | 6,28                    |
|                            | Verdi                                     | Susan Ryland               | 3 105                   | 5,44                    |
|                            | Something New                             | Paul Robinson              | 320                     | 0,56                    |
|                            |                                           |                            |                         |                         |
| Iscritti                   | Iscritti                                  | Iscritti                   | 77 295                  | 100,00                  |
| ↳ Votanti (% su iscritti)  | ↳ Votanti (% su iscritti)                 | ↳ Votanti (% su iscritti)  | 57 199                  | 74,00                   |
| ↳ Astenuti (% su iscritti) | ↳ Astenuti (% su iscritti)                | ↳ Astenuti (% su iscritti) | 20 096                  | 26,00                   |
|                            |                                           |                            |                         |                         |
|                            | Esito: collegio confermato a Conservatore |                            |                         |                         |

| Partito                    | Partito                                   | Candidato                  | Risultati 6 maggio 2010 | Risultati 6 maggio 2010 |
| Partito                    | Partito                                   | Candidato                  | Voti                    | %                       |
| -------------------------- | ----------------------------------------- | -------------------------- | ----------------------- | ----------------------- |
|                            | Conservatore                              | Jeremy Hunt                | 33 605                  | 58,69                   |
|                            | Lib Dem                                   | Mike Simpson               | 17 287                  | 30,19                   |
|                            | Laburista                                 | Richard Mollet             | 3 419                   | 5,97                    |
|                            | UKIP                                      | Roger Meekins              | 1 486                   | 2,60                    |
|                            | Verdi                                     | Cherry Allan               | 690                     | 1,21                    |
|                            | BNP                                       | Helen Hamilton             | 644                     | 1,12                    |
|                            | Pirata                                    | Luke Leighton              | 94                      | 0,16                    |
|                            | Indipendente                              | Arthur Price               | 34                      | 0,06                    |
|                            |                                           |                            |                         |                         |
| Iscritti                   | Iscritti                                  | Iscritti                   | 78 009                  | 100,00                  |
| ↳ Votanti (% su iscritti)  | ↳ Votanti (% su iscritti)                 | ↳ Votanti (% su iscritti)  | 57 259                  | 73,40                   |
| ↳ Astenuti (% su iscritti) | ↳ Astenuti (% su iscritti)                | ↳ Astenuti (% su iscritti) | 20 750                  | 26,60                   |
|                            |                                           |                            |                         |                         |
|                            | Esito: collegio confermato a Conservatore |                            |                         |                         |

### Elezioni negli anni 2000
| Partito                    | Partito                                   | Candidato                  | Risultati 5 maggio 2005 | Risultati 5 maggio 2005 |
| Partito                    | Partito                                   | Candidato                  | Voti                    | %                       |
| -------------------------- | ----------------------------------------- | -------------------------- | ----------------------- | ----------------------- |
|                            | Conservatore                              | Jeremy Hunt                | 26 420                  | 50,41                   |
|                            | Lib Dem                                   | Simon Cordon               | 20 709                  | 39,51                   |
|                            | Laburista                                 | Tom Sleigh                 | 4 150                   | 7,92                    |
|                            | UKIP                                      | Timothy Clark              | 958                     | 1,83                    |
|                            | Veritas                                   | Glenn Platt                | 172                     | 0,33                    |
|                            |                                           |                            |                         |                         |
| Iscritti                   | Iscritti                                  | Iscritti                   | 72 993                  | 100,00                  |
| ↳ Votanti (% su iscritti)  | ↳ Votanti (% su iscritti)                 | ↳ Votanti (% su iscritti)  | 52 409                  | 71,80                   |
| ↳ Astenuti (% su iscritti) | ↳ Astenuti (% su iscritti)                | ↳ Astenuti (% su iscritti) | 20 584                  | 28,20                   |
|                            |                                           |                            |                         |                         |
|                            | Esito: collegio confermato a Conservatore |                            |                         |                         |

| Partito                    | Partito                                   | Candidato                  | Risultati 7 giugno 2001 | Risultati 7 giugno 2001 |
| Partito                    | Partito                                   | Candidato                  | Voti                    | %                       |
| -------------------------- | ----------------------------------------- | -------------------------- | ----------------------- | ----------------------- |
|                            | Conservatore                              | Virginia Bottomley         | 22 462                  | 45,29                   |
|                            | Lib Dem                                   | Simon Cordon               | 21 601                  | 43,56                   |
|                            | Laburista                                 | Martin Whelton             | 4 321                   | 8,71                    |
|                            | UKIP                                      | Timothy Clark              | 1 208                   | 2,44                    |
|                            |                                           |                            |                         |                         |
| Iscritti                   | Iscritti                                  | Iscritti                   | 70 543                  | 100,00                  |
| ↳ Votanti (% su iscritti)  | ↳ Votanti (% su iscritti)                 | ↳ Votanti (% su iscritti)  | 49 592                  | 70,30                   |
| ↳ Astenuti (% su iscritti) | ↳ Astenuti (% su iscritti)                | ↳ Astenuti (% su iscritti) | 20 951                  | 29,70                   |
|                            |                                           |                            |                         |                         |
|                            | Esito: collegio confermato a Conservatore |                            |                         |                         |

## Risultati dei referendum

### Referendum sulla permanenza del Regno Unito nell'Unione europea del 2016
|             | Collegio          | Lasciare UE % | Rimanere in UE % |
| ----------- | ----------------- | ------------- | ---------------- |
|             | South West Surrey | 40,6%         | 59,4%            |
|             | Inghilterra       | 53,3%         | 46,7%            |
| Regno Unito | 51,9%             | 48,1%         |                  |